# Герб Балабанова
Герб муниципального образования «Город Балаба́ново» муниципального образования Боровский район Калужской области Российской Федерации — официальный символ города отражающий исторические, культурные, национальные и иные местные традиции.
Герб утверждён решением № 15 городской Думы муниципального образования «город Балабаново» 18 февраля 2000 года.
Герб внесён в Государственный геральдический регистр Российской Федерации с присвоением регистрационного номера 635.

## Описание и обоснование символики
Геральдическое описание (блазон) гласит:
В лазоревом поле серебряный сокол, обращённый прямо и обернувшийся вправо с распростёртыми крыльями и лапами, держащими золотую стрелу с червлёным пламенеющим оперением
Боровская земля, на которой расположен город Балабаново, с 1382 года была присоединена к Московскому княжеству и служила, помимо прочего, местом отдыха и охоты Великих князей. Здесь есть Соколиный холм и соколиная гора, указывающие на то, что именно в этих окрестностях проходили княжеские соколиные охоты. «Балобаны» — род ловчих соколов, давшие название современному городу, трансформированное со временем в Балабаново.
Сокол, держащий в лапах горящую стрелу, аллегорически связывает историческое прошлое и современное развитие города, становление и рост которого связаны с Балабановской спичечной фабрикой, а ныне это многопрофильный комплекс плитно-спичечной промышленности.
Стрела также символ стремительного движения вперёд, в будущее, куда устремлён город.
Голубой цвет (лазурь) — символ чести, славы, преданности, истины, красоты, добродетели и чистого неба.
Белый цвет (серебро) — символ простоты, совершенства, мудрости, благородства, мира, взаимосотрудничества.
Красный цвет символ труда, жизнеутверждающей силы, мужества, праздника и красоты.
Жёлтый цвет (золото) — символ прочности, величия, интеллекта, великодушия.

## История
Балабаново получило статус города в 1972 году.
Герб Балабаново был разработан при содействии Союза геральдистов России.
Авторы герба: идея — Ракиб Узяков (Балабаново), Константин Моченов (Химки); компьютерный дизайн — Сергей Исаев (Москва); художник — Роберт Маланичев (Москва).